# Romed Baumann
Romed Baumann (Sankt Johann in Tirol, 14 gennaio 1986) è uno sciatore alpino austriaco naturalizzato tedesco nel 2019.

## Biografia

### Stagioni 2002-2006
Sciatore polivalente originario di Hochfilzen e attivo in gare FIS dal novembre del 2001, Baumann ha ottenuto il primo risultato di rilievo in carriera vincendo la medaglia d'oro nella discesa libera ai Mondiali juniores di Maribor 2004. Il 21 febbraio dello stesso anno ha esordito in Coppa Europa nello slalom gigante di Hermagor-Pressegger See, senza portarlo a termine, e il 10 marzo successivo ha esordito in Coppa del Mondo durante le finali di Sestriere, piazzandosi 26º in discesa libera.
Il 7 gennaio 2006 ha conquistato a Pozza di Fassa in slalom speciale il suo primo podio in Coppa Europa (3º) e nella stessa stagione ai Mondiali juniores del Québec ha vinto altre tre medaglie iridate giovanili, l'oro nella combinata e l'argento nella discesa libera e nello slalom speciale, e si è classificato al primo posto nella classifica di discesa libera della Coppa Europa.

### Stagioni 2007-2011
Nella stagione 2006-2007 ha conquistato il suo primo podio in Coppa del Mondo, classificandosi al 2º posto il 10 dicembre nella supercombinata di Reiteralm, e ha esordito ai Campionati mondiali: nella rassegna iridata di Åre è stato 7º nella supercombinata. Nella medesima specialità due anni dopo, ai Mondiali di Val-d'Isère, si è classificato all'8º posto; in seguito, il 22 febbraio 2009, ha ottenuto la sua prima vittoria in Coppa del Mondo nella supercombinata di Sestriere.
Ai XXI Giochi olimpici invernali di Vancouver 2010, suo debutto olimpico, Baumann ha chiuso al 5º posto lo slalom gigante e non ha terminato la supercombinata; l'anno dopo ha vinto la medaglia d'argento iridata nella gara a squadre ai Mondiali di Garmisch-Partenkirchen, dove si è anche piazzato 4º nella discesa libera, 6º nel supergigante, 11º nello slalom gigante e non ha concluso la supercombinata.

### Stagioni 2012-2025

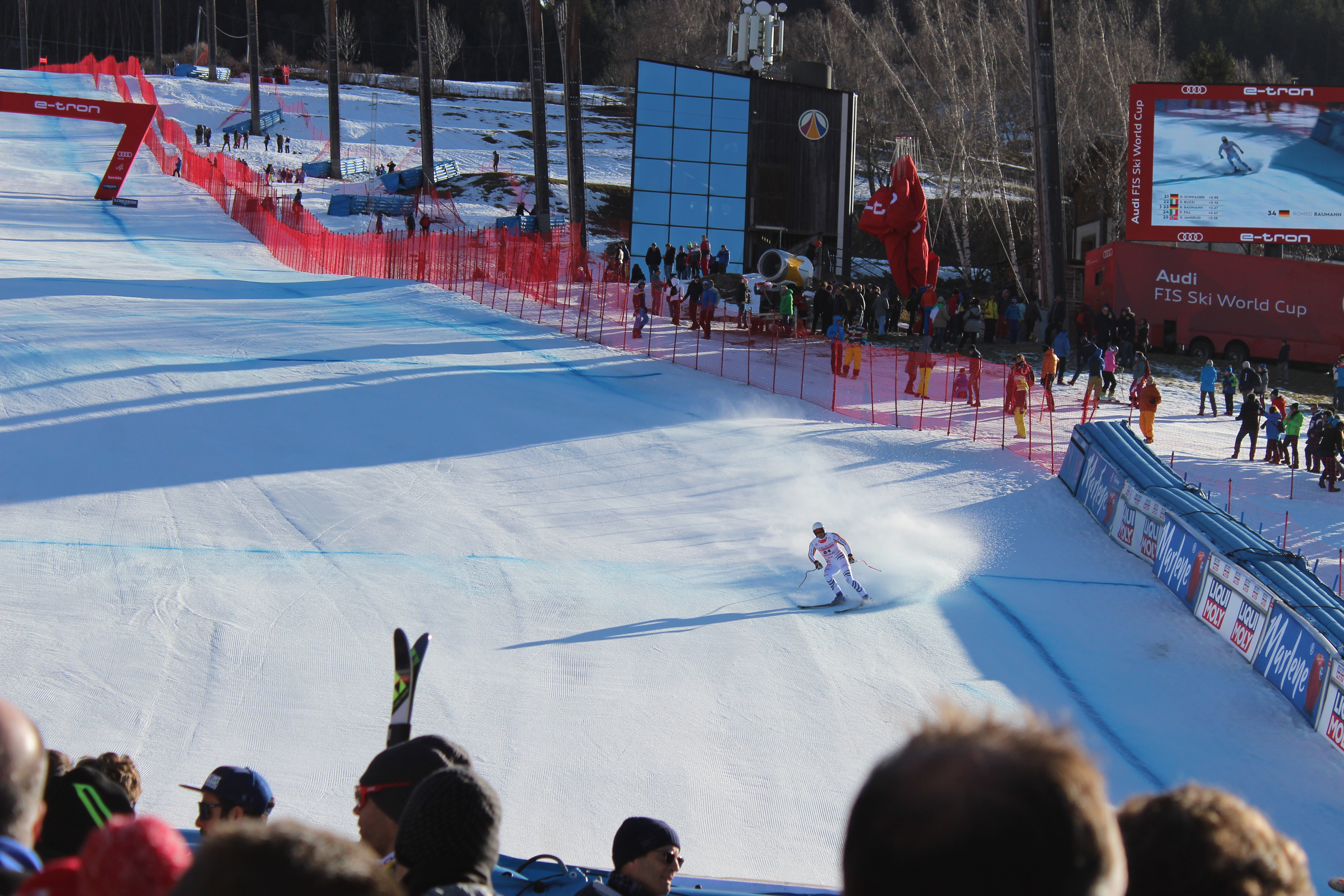
Romed Baumann al traguardo della pista Stelvio di Bormio nel 2019

L'11 febbraio 2013 ha vinto la medaglia di bronzo nella supercombinata ai Mondiali di Schladming, mentre nel supergigante è stato 8º. L'anno successivo ai XXII Giochi olimpici invernali di Soči 2014 si è classificato 9° nella supercombinata e ai Mondiali di Vail/Beaver Creek 2015 è stato 4º nella combinata. Due anni dopo, ai Mondiali di Sankt Moritz 2017, si è classificato 12º nella combinata, mentre a quelli di Åre 2019 è stato 14º nella combinata.
Dal giugno del 2019 è passato alla nazionale tedesca; ai Mondiali di Cortina d'Ampezzo 2021 ha vinto la medaglia d'argento nel supergigante e si è classificato 14º nella discesa libera e l'anno dopo ai XXIV Giochi olimpici invernali di Pechino 2022 si è piazzato 13º nella discesa libera e 7º nel supergigante. Ai Mondiali di Courchevel/Méribel 2023 è stato 19º nella discesa libera, 27º nel supergigante e non ha completato la combinata; a quelli di Saalbach-Hinterglemm 2025 si è classificato 20º nella discesa libera e 22º nel supergigante.

## Palmarès

### Mondiali
- 3 medaglie:
  - 2 argenti (gara a squadre a Garmisch-Partenkirchen 2011; supergigante a Cortina d'Ampezzo 2021)
  - 1 bronzo (supercombinata a Schladming 2013)

### Mondiali juniores
- 4 medaglie:
  - 2 ori (discesa libera a Maribor 2004; combinata a Québec 2006)
  - 2 argenti (discesa libera, slalom speciale a Québec 2006)

### Coppa del Mondo
- Miglior piazzamento in classifica generale: 7º nel 2011
- 11 podi (5 in discesa libera, 1 in supergigante, 5 in combinata):
  - 2 vittorie
  - 6 secondi posti
  - 3 terzi posti

#### Coppa del Mondo - vittorie
| Data             | Località  | Paese   | Specialità |
| ---------------- | --------- | ------- | ---------- |
| 22 febbraio 2009 | Sestriere | Italia  | SC         |
| 5 febbraio 2012  | Chamonix  | Francia | SC         |

Legenda:

SC = supercombinata

#### Coppa del Mondo - gare a squadre
- 2 podi:
  - 2 terzi posti

### Coppa Europa
- Miglior piazzamento in classifica generale: 5º nel 2006
- Vincitore della classifica di discesa libera nel 2006
- 5 podi (3 in discesa libera. 1 in slalom speciale, 1 in combinata):
  - 3 secondi posti
  - 2 terzi posti

### South American Cup
- Miglior piazzamento in classifica generale: 19º nel 2014
- 1 podio:
  - 1 secondo posto

### Campionati austriaci
- 12 medaglie[1]:
  - 6 ori (combinata nel 2005; slalom gigante, combinata[senza fonte] nel 2007; slalom gigante, combinata nel 2008; supergigante nel 2013)
  - 2 argenti (discesa libera nel 2007; supercombinata nel 2010)
  - 4 bronzi (discesa libera nel 2006; supergigante nel 2010; combinata nel 2016; discesa libera nel 2017)

### Campionati tedeschi
- 5 medaglie:
  - 2 ori (discesa libera nel 2022; discesa libera nel 2023)
  - 1 argento (discesa libera nel 2025)
  - 2 bronzi (supergigante nel 2022; supergigante nel 2025)

### Campionati austriaci juniores
- 15 medaglie[1]:
  - 8 ori (discesa libera nel 2003; slalom gigante, slalom speciale nel 2004; discesa libera, supergigante, slalom gigante, combinata nel 2005; discesa libera nel 2006)
  - 5 argenti (slalom gigante, slalom speciale, combinata nel 2002; supergigante, combinata nel 2003)
  - 2 bronzi (discesa libera nel 2002; slalom gigante nel 2003)